# Día de Cataluña

En Cataluña, el Día Once de Septiembre es un «símbolo nacional» según el artículo 8.1 de su Estatuto de Autonomía.

El Día Once de Septiembre (en catalán, Diada de l'Onze de Setembre) o Día Nacional de Cataluña (en catalán, Diada Nacional de Catalunya), también conocido como Día de Cataluña o Fiesta Nacional de Cataluña (en catalán, Festa Nacional de Catalunya), o simplemente, la Diada, es la fiesta oficial de Cataluña, comunidad autónoma española. El artículo 8.1 del Estatuto de Autonomía de 2006 declara: «Cataluña, definida como nacionalidad en el artículo primero, tiene como símbolos nacionales la bandera, la fiesta y el himno». El artículo 8.3 establece: «La fiesta de Cataluña es el Día Once de Septiembre».
Se conmemora la caída de Barcelona en manos de las tropas borbónicas al mando del duque de Berwick durante la guerra de sucesión española el 11 de septiembre de 1714, tras catorce meses de sitio. Esta victoria conllevó la abolición de las instituciones catalanas tras la promulgación de los Decretos de Nueva Planta, en 1716.
Celebrado por primera vez en 1886, el Parlamento de Cataluña declaró el día Fiesta Nacional catalana en su primera ley tras su restablecimiento, en 1980.

## Actos
Las entidades y los partidos políticos hacen tradicionalmente ofrendas florales a los monumentos a Rafael Casanova y Josep Moragues, tanto en Barcelona como en el resto de Cataluña. Las organizaciones y grupos independentistas, además, presentan ofrendas en el Fossar de les Moreres, donde fueron enterrados muchos de los defensores caídos durante el sitio de la ciudad.

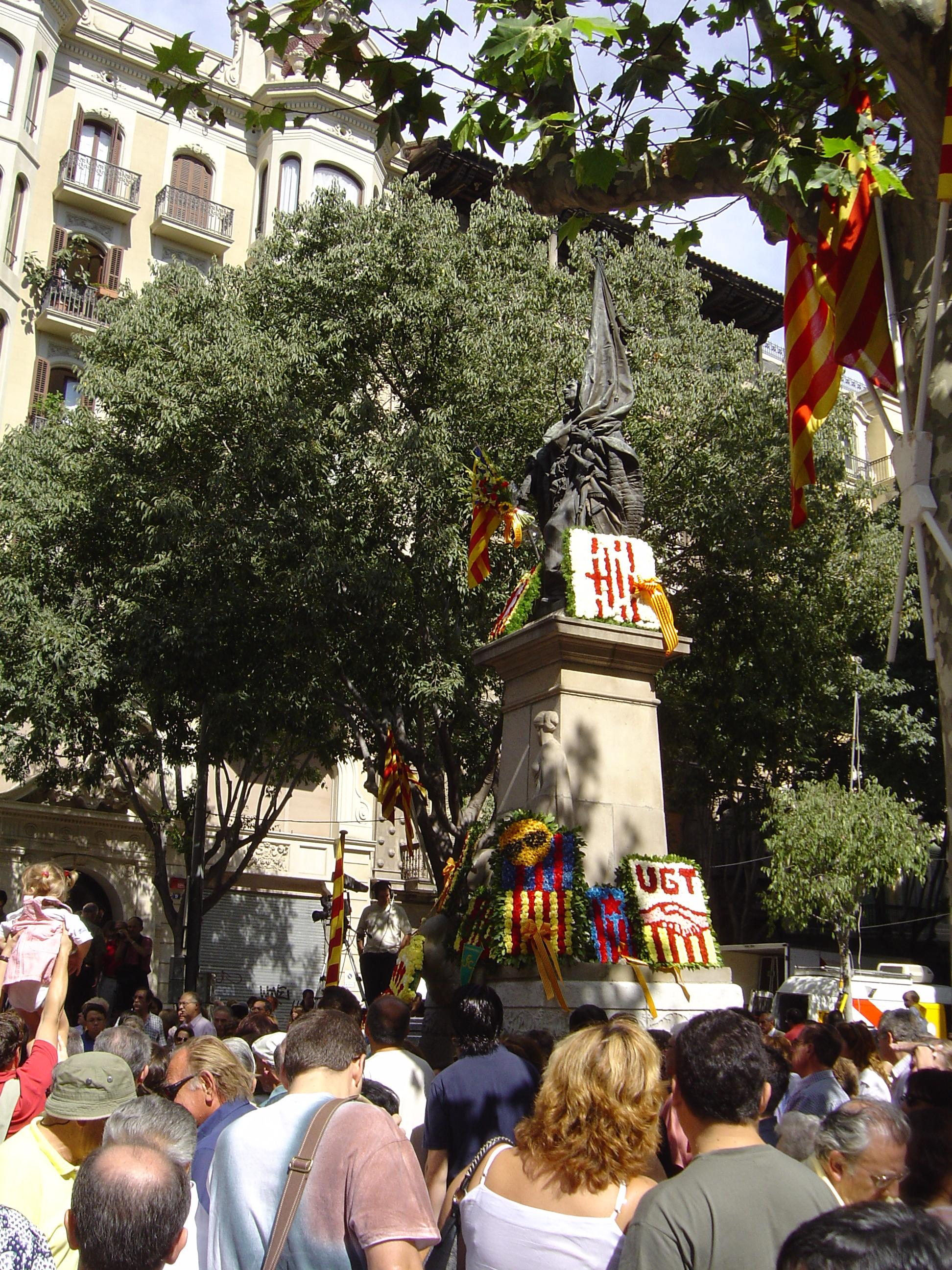
Ofrenda floral en el monumento a Rafael Casanova en Barcelona.

A lo largo del día hay manifestaciones, conciertos y se colocan puestos informativos con un cariz reivindicativo o festivo. Muchos ciudadanos cuelgan una señera o una estelada en su balcón. También se canta el himno de Cataluña, Los Segadores.
Desde 2004 el acto principal de la Diada es un acto institucional a cargo de la Generalidad de Cataluña, que se celebra en el parque de la Ciudadela. El acto cuenta cada año con artistas invitados que se suman a la celebración con su música (véase el Anexo de artistas participantes).

## Historia
La mitificación del 11 de septiembre de 1714 comenzó con los escritores de la Renaixença, como en el caso de Víctor Balaguer quien en su Historia de Cataluña y de la Corona de Aragón escribió sobre la caída de Barcelona:

Así fue como sucumbió Cataluña. Peleó y combatió hasta el último momento en defensa de sus libertades patrias. Sea venerada siempre por los descendientes de aquellos esforzados varones la buena memoria de los que prefirieron morir antes de renunciar a la libertad, y sean los que sucumbieron en la lucha, mártires de su deber, un ejemplo y modelo dignos de ser imitados y seguidos por las generaciones futuras.

La primera conmemoración del 11 de septiembre se remonta a 1886 cuando varios jóvenes nacionalistas catalanes, miembros del Centre Català presidido por el republicano Valentí Almirall, celebraron un funeral en la basílica de Santa María del Mar —junto a la basílica se encuentra el Fossar de les Moreres, donde supuestamente se enterraron a muchos de los defensores de Barcelona en 1714— en memoria de los que murieron «en defensa de las libertades catalanas destruidas por Felipe V con la toma de Barcelona, el 11 de septiembre de 1714». Narcís Roca Farreras, considerado el primer independentista catalán, calificó la celebración como «nostre 2 de Maig» porque, según él, en Barcelona se combatió como en Madrid contra un invasor extranjero. Sin embargo, el capitán general de Cataluña consiguió que el obispo prohibiera al canónigo Jaume Collell que pronunciara la homilía que tenía preparada.
Hay que esperar a 1891 para que se celebre el siguiente acto conmemorativo. Se trató de una velada organizada por el Foment Catalanista en honor de los caídos de 1714, acto que se repitió al año siguiente. Fue en 1894 cuando se celebró la primera ofrenda al monumento a Rafael Casanova. El monumento dedicado a Rafael Casanova, el conceller en cap herido en la toma de Barcelona por las tropas borbónicas, había sido inaugurado en 1888, coincidiendo con la Exposición Universal. Las autoridades siguieron de cerca las actividades catalanistas y en 1896 fue secuestrado el número especial que el diario Lo Regionalista dedicaba a la Diada.
En 1897 hubo de nuevo una ofrenda floral al monumento de Rafael Casanova organizada esta vez por la Joventut Excursionista Los Muntanyencs, acto que repitieron en 1899 cantando también el himno Los Segadores. Sin embargo, la primera manifestación verdaderamente reivindicativa ante el monumento a Rafael Casanova se produjo en 1901, convocada por Lluís Marsans i Sola y las asociaciones Catalunya i Avant, Lo Sometent, Lo Renaixement, Los Montanyenchs, La Falç y Lo Tràngul. Después de ofrendar una corona de flores se produjeron enfrentamientos con la policía, con el resultado de treinta detenidos (entre ellos el futuro escritor Josep Maria Folch i Torres). Dos de los detenidos, Lluís Manau y Josep Soronelles, fundarían La Reixa, sociedad de ayuda a los presos catalanistas y que se adhirió a la Unión Catalanista. El 15 de septiembre de 1901, el presidente de la Unión, Manuel Folguera i Duran, convocó una manifestación de protesta por las detenciones, en la que participaron unas 12 000 personas.

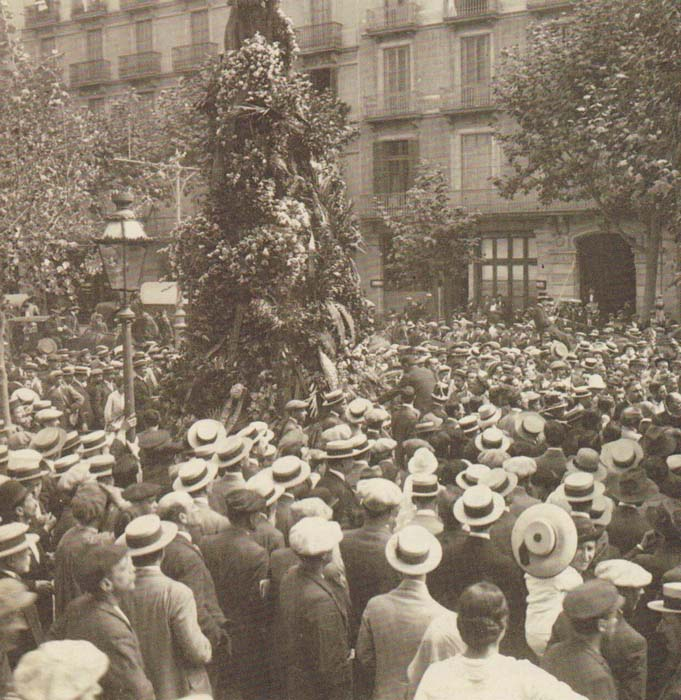
Homenaje A Rafael Casanova en la Diada de 1914.

A partir de 1901 la Diada empezó a popularizarse y en 1905 y 1906 se celebraron los primeros actos unitarios. A partir de 1913 además de la ofrenda a Rafael Casanova también se celebró un acto en el Fossar de les Moreres, lugar donde en 1915 se colocó una placa con los versos de un poema patriótico de Frederic Soler, más conocido como Serafí Pitarra: «Al Fossar de les Moreres no s'hi enterra cap traïdor / fins perdent nostres banderes será l'urna de l'honor» ('En el Foso de las Moreras no se entierra a ningún traidor / incluso perdiendo nuestras banderas será la urna del honor'). Un año antes, en 1914, la estatua de Rafael Casanova había cambiado su ubicación inicial junto al Arco de Triunfo para ser trasladada a la ronda de San Pedro donde se halla en la actualidad.
La celebración del 11 de septiembre en 1917 tuvo especial relevancia pues coincidió con los funerales por el fallecimiento un mes antes de Enric Prat de la Riba, entonces presidente de la Mancomunidad de Cataluña. El periódico La Veu de Catalunya publicó: «Rafael Casanova fue el héroe esforzado de la Decadencia; Enric Prat de la Riba, el príncipe glorioso del Resurgimiento». En los años siguientes se siguió celebrando y en la de 1923 se produjo una contundente intervención de la policía que provocó muchos heridos y detenidos. Sólo dos días después triunfaba el golpe de Estado de Primo de Rivera que daría inicio a la dictadura de Primo de Rivera durante la cual los actos conmemorativos del 11 de septiembre estuvieron prohibidos.
Con la Segunda República española el 11 de septiembre volvió a celebrarse aumentando el número de asistentes a los actos. En los de 1931 el entonces presidente de la Generalidad Francesc Macià afirmó que la reunión representaba una demostración de que «por las libertades, nuestros antepasados estaban dispuestos a morir antes que a someterse». En el 11 de septiembre del año siguiente Macià dijo que había acudido a la ofrenda floral ante el monumento a Casanova no para «conmemorar la pérdida de aquellas libertades, sino para proclamar bien alto, ante Cataluña y el mundo, que aquellas libertades habían sido recobradas». Ese mismo año Antoni Rovira i Virgili publicó un artículo en el que llegó a afirmar: «Los vencidos de 1714 han sido los vencedores».
Durante la dictadura franquista de nuevo se prohibió la celebración del 11 de septiembre e incluso la estatua a Rafael Casanova fue retirada de la ronda de San Pedro y guardada en un depósito municipal. Por ello hubo que esperar a la muerte del dictador Franco para que volviera a retomarse la tradición de la Diada. Fue en 1976, pero el gobierno de Adolfo Suárez no permitió que se celebrara en Barcelona, sino en la localidad de San Baudilio de Llobregat, donde se encuentra la tumba de Rafael Casanova. En el acto intervinieron Miquel Roca i Junyent, en representación del Consejo de Fuerzas Políticas de Cataluña; Octavi Saltor en nombre de los partidos de oposición no integrados en ninguna plataforma unitaria; y Jordi Carbonell en representación de la Asamblea de Cataluña. Asistieron entre 30 000 y 100 000 personas. Al año siguiente se repuso la estatua de Casanova y se celebró la Diada más numerosa de las realizadas hasta entonces.
La Diada del 11 de septiembre de 1977 se celebró en Barcelona y se dijo entonces que el número de asistentes llegó al millón y medio de personas, aunque estimaciones actuales rebajan la cifra. La consigna más repetida fue sin duda el lema de la Asamblea de Cataluña: Libertad, amnistía y estatuto de autonomía. El diario La Vanguardia tituló el día 13: «Manifestación decisiva en la historia de Cataluña». Tres años después el recién restablecido Parlamento de Cataluña proclamó la Diada como la fiesta «nacional» de Cataluña.